# PINT
PINT (Vereniging Promotie Informatie Traditioneel Bier) is de grootste landelijke bierconsumentenvereniging van Nederland. PINT is een zustervereniging van het Belgische Zythos.

## Geschiedenis
PINT werd op 14 oktober 1980 opgericht door enkele Nederlandse leden van het Britse CAMRA, in een tijd dat er in Nederland voornamelijk pils werd gebrouwen. De oprichters wilden hier verandering in brengen, enerzijds door brouwerijen te stimuleren om een meer gevarieerd aanbod van bieren op de markt te brengen en op traditionele wijze bier te brouwen, anderzijds door de consument erop te wijzen dat er meer biersoorten zijn dan alleen pils. Voor haar leden en voor geïnteresseerden organiseert PINT bierproefavonden en excursies en wordt zes keer per jaar een eveneens PINT geheten tijdschrift uitgegeven. PINT organiseert jaarlijks enkele bierfestivals waarvan het bokbierfestival eind oktober in de Beurs van Berlage in Amsterdam het grootste was.

## Doelstellingen
PINT heeft acht doelstellingen. Deze zijn:
1. Het objectief informeren van de consument omtrent de actuele biersituatie in Nederland, traditionele brouw- en tapwijzen, en het opnieuw in de belangstelling brengen van de biercultuur in Nederland
2. Het stimuleren van brouwerijen tot het maken van op traditionele wijze gebrouwen bieren, zonder overbodige of onnatuurlijke toevoegingen, filteringen en pasteurisaties - hierna te noemen "traditionele bieren" - in meerdere typen en smaken, en het publicitair (niet financieel) ondersteunen van deze bieren.
3. Het streven naar toenemend gebruik van andere tapwijzen dan CO2-druk, indien bevorderlijk voor het behoud van het karakter van het betreffende bier.
4. het stimuleren van caféhouders, slijters, groothandelaren en importeurs tot het voeren van "traditionele bieren".
5. Het ijveren voor het invoeren van één universele tapmaat binnen de horecabedrijven in Nederland en duidelijke mededeling van het gebruik van hiervan afwijkende glazen.
6. Het (doen) uitvoeren van tests (ten aanzien van kwaliteit en smaak) op bieren zowel in Nederland geproduceerd als ingevoerd, door volledig onafhankelijke en objectieve bierkenners uit binnen- en buitenland, bekend bij het bestuur of ongebonden leden, en door chemische analyse.
7. Het streven naar versoepeling van brouwerijcontracten en naar alternatieve kredietverlening
8. Het bevorderen van het vastleggen van de historie van het bier in Nederland.

In de praktijk worden de eerste vijf doelstellingen uitgevoerd door het uitgeven en verspreiden van een tijdschrift, het onderhouden van contacten met brouwers, caféhouders, slijters, het productschap en anderen, door het uitgeven van gidsen en door het organiseren van festiviteiten. Niet aan iedere doelstelling wordt evenveel aandacht besteed.

## Jubileum
In 2005 vierde PINT haar 25ste verjaardag. Voor deze gelegenheid bracht de vereniging een bier uit, Zilverpint, dat bij de Gall & Gall in de schappen werd gelegd. Ook werd er teruggekeken op de ontwikkeling van het spectrum van verkrijgbare bieren en de populariteit van speciaalbier bij de consument. Deze was zeker toegenomen. PINT heeft hier volgens de vereniging zelf wel degelijk een rol in gespeeld, maar welke rol dat precies is, is niet helemaal duidelijk.

## Voetnoten
1. ↑  25 jaar PINT, door Peter Kuppers in het tijdschrift PINT, oktober 2005